# Stanislav Petrík
Stanislav Petrík (né le 4 août 1977 à Nitra en Tchécoslovaquie) est un gardien de hockey sur glace.

## Carrière de joueur
Il a évolué en Ligue Magnus avec le IC Épinal. Il porte le numéro 33.